# Stuntmannen (TV-serie)
Stuntmannen (originaltitel The Fall Guy), amerikansk TV-serie från 1980-talet om stuntmannen Colt Seavers (spelad av Lee Majors) och hans medhjälpare Howie Munson, som när jobben inte räcker till jobbar med att återföra kriminella som rymt efter att de blivit frisläppta mot borgen.

## Visning i Sverige
Serien har i Sverige gått på TV4.